# 哭牙 KOKUGA
『哭牙 KOKUGA』（コクガ）は、グレフから2012年9月27日に発売されたニンテンドー3DS専用ソフトである。

## 概要
『旋光の輪舞』などで知られるグレフのニンテンドー3DS参入第1弾タイトルであり、過去にトレジャーにて『レイディアントシルバーガン』や『斑鳩』を手掛けたゲームクリエーター・井内ひろしがディレクションを務める、完全新作の全方位（360度）任意スクロール型シューティングゲームである。初期状態の自機の攻撃が「画面内に1発分のみ撃てる」など、「敵を狙って攻撃する」ゲーム性を重視している。

## システム

### 自機
「哭牙」と名付けられた四脚の小型機動戦車を操り、シミュレーター上での模擬戦闘を経験したのち、FINALステージでは実戦を行う。
十字キーまたはスライドパッドで哭牙が任意の方向に移動し、2つのボタン（初期設定ではLとR）で砲塔が左右に旋回する。
ショットボタンで砲塔が向いている方向に1発のショットを撃ち、後述する「カード」を使えば多彩な攻撃を行える。
自機は耐久力制で、画面左上に哭牙の耐久力ゲージが表示されている。被弾するごとに耐久力が失われ、ゲージがなくなると哭牙は大破 (BREAKDOWN) し、作戦失敗となる。哭牙の耐久力は、進路を遮る「ゲートキーパー」を、小隊（ゲートキーパーに至る道中の敵）を全滅させてから破壊することで、一定量回復する。

### ステージ
A - Lの通常ステージに加え、FINAL1, 2, 3ステージの計15ステージ。ステージルートはピラミッド型につながっており、3つの頂点部にFINALステージが配置される形となっている。ゲームスタート時にステージを通常ステージの中から任意に選択でき、クリアもしくは作戦失敗すると同じステージもしくは隣接するステージを選択できる。FINALステージに隣接したステージをクリアすると、FINALステージへ入れる。例えば、ステージAをクリア後すぐFINALステージを選んだり、すべての通常ステージをめぐった後にFINALを選ぶといったプレイも可能である。FINALをクリアすると、エンディング後にタイトル画面へ戻る。
ステージ難易度は、最も簡単な「NORMAL」をクリアしたステージでは異なる難易度「HARD」「ULTIMATE」を任意に選択できるようになり、最も複雑な難度でボスのみと戦う「BOSS」も選択できるようになる。

### カード
パワーアップアイテム。攻撃を強化する「攻撃系」と防御・回復の「補助系」の2種類に大別される。ステージ開始時に20枚のカードが支給され、その中から4枚が下画面に配置される。配置されたカードをタッチすることで使用でき、使用したカードの欄には（カードが残っている場合）ストックから新たなカードが1枚追加される。全ステージで支給されるカードの種類と枚数は決まっているが、初期配置も追加カードも順番はランダムである。
攻撃系カード
攻撃系カードにはそれぞれ倍率が設定されており、そのカードを使った攻撃で敵を攻撃すると得点が倍化される。
- RAPID FIRE - 倍率2倍。威力の低い弾を連射する
- TWIN SHOT - 倍率3倍。ショットが2連装になり、装填速度も向上する
- 3WAY SHOT - 倍率3倍。扇状に3発のショットを発射する
- HOMING SHOT - 倍率3倍。敵を追尾するショットを、砲塔の後方から連射する
- LASER - 倍率2倍。一瞬で着弾する太いレーザーを照射する
- CIRCLE LASER - 倍率4倍。自機を中心とした円状にレーザーを形成
- SPREAD BOMB - 倍率3倍。ショットが一定距離で爆発し、弾消し能力のある爆風が残る
- NAPALM - 倍率1倍。自機を中心に大爆発が起こり、一定範囲に大ダメージと弾消し効果がある
- FINAL WEAPON - 倍率0倍。画面を覆う大爆発が起こり、敵と味方に大ダメージを与える

補助系カード
ネットワークを使った協力プレイでは、使用した瞬間に隣接している他プレイヤー機にも効果がある。
- RESTORE SHIELD - 自機の耐久力が一定量だけ回復
- REPAIR - 自機が大破 (BREAKDOWN) した時に使用すると完全回復して復帰できる。大破した他の哭牙に対しても、隣接すれば効果がある
- POWER UP - 攻撃力が倍になる
- DEFENCE UP - 受けるダメージが半分になる
- STEALTH - 敵から見えなくなる
- FORCE FIELD - バリアを張り一切の攻撃を防ぐ

## スタッフ
- ディレクター - 井内ひろし
- コンポーザー - 並木学